# Mohsen Bukercha
Mohsen Bukercha es un deportista argelino que compite en taekwondo. Ganó una medalla de bronce en el Campeonato Africano de Taekwondo de 2016, en la categoría de +87 kg.

## Palmarés internacional
| Campeonato Africano | Campeonato Africano  | Campeonato Africano | Campeonato Africano |
| Año                 | Lugar                | Medalla             | Categoría           |
| ------------------- | -------------------- | ------------------- | ------------------- |
| 2016                | Puerto Saíd (Egipto) | Medalla de bronce   | +87 kg              |